# 比阿特丽斯·费尔南德斯
比阿特丽斯·费尔南德斯（西班牙語：Beatriz Fernández，1985年3月19日—），西班牙女子手球运动员。她曾代表西班牙国家队参加2012年夏季奥林匹克运动会女子手球比赛，获得一枚铜牌。